# Croce Rossa albanese

il simbolo della Croce Rossa

Croce Rossa albanese è la società nazionale di Croce Rossa della Repubblica di Albania, stato della penisola balcanica. La Società conta circa 59.000 tra membri e volontari (nel 2001).

## Denominazione ufficiale
- Kryqi i Kuq Shqiptar, in lingua albanese, idioma ufficiale dell'Albania;
- Albanian Red Cross (abbreviato ARC), in lingua inglese, utilizzata internazionalmente e presso la Federazione;

## Storia
La Croce Rossa albanese fu fondata nel 1921 dal missionario francescano Stefano Seno, e riconosciuta dal Comitato Internazionale nel 1923. Nello stesso anno fu la 38° Società nazionale ad aderire alla Federazione, allora "Lega delle Società di Croce Rossa".
A partire dal 1950, nel periodo del regime comunista (vedi Storia dell'Albania), la Croce Rossa albanese ha visto un lento declino delle sue attività che ha portato alla sua completa cessazione nel 1969.
Nel 1991, cinque anni dopo la caduta del regime di Enver Hoxha, la Croce Rossa albanese venne ricostituita e dotata di una nuova base legislativa. Attualmente la sua struttura è in continuo rafforzamento.

## Attività
La Croce Rossa albanese è impegnata nelle seguenti attività:

### Protezione e difesa civile
- Preparazione e formazione dei volontari alle operazioni in caso di calamità;
- Sensibilizzazione della popolazione alla prevenzione ed alla preparazione ai disastri;
- Stoccaggio e manutenzione del materiale da utilizzare in caso di emergenza;
- Assistenza alla popolazione in caso di calamità;
- Cooperazione e collaborazione con le strutture governative preposte alla gestione delle emergenze.

La Croce Rossa albanese è intervenuta in occasione delle alluvioni a Scutari, Alessio, Valona, Fier.

### Sociale
- Durante il biennio 1999-2000 la Croce Rossa albanese ha avviato, in collaborazione con la Croce Rossa spagnola, corsi professionali per le donne in difficoltà in tre città;
- Programmi di educazione per i bambini che abbandonano la scuola o tendono a farlo: durante l'anno 2004-2005 sono stati aiutati ad integrarsi nel sistema di istruzione più di 1500 bambini in 23 città del paese;
- Promozione della parità tra i sessi;
- La Croce Rossa albanese è uno dei membri del Rome Consensus per la lotta alla tossicodipendenza.

### Educazione sanitaria
- Educazione alla salute legati a temi quali l'igiene orale, la gravidanza, l'assistenza all'infanzia per 0-1 anni, la pianificazione familiare, le malattie sessualmente trasmissibili;
- Sensibilizzazione alla prevenzione dell'HIV/AIDS attraverso varie attività tra cui mostre, concorsi, televisione, volantini.

### Primo Soccorso
L'Associazione ha formato i volontari per le operazioni di primo soccorso, ed ha istituito dei posti di primo soccorso presso gli stadi ed in occasione di eventi di massa. Tiene inoltre corsi di formazione per gli istruttori di Primo Soccorso.

### Ricerca di persone
L'Associazione ha organizzato un servizio di ricerca che aiuta le persone a ritrovare ed a conoscere il destino dei parenti scomparsi. Il servizio si occupa di:
- rintracciare le persone non rintracciabili o disperse a seguito di eventi come ad esempio un conflitto armato internazionale, disastri naturali o tecnologici, spostamento di massa di rifugiati;
- Invio di messaggi nelle situazioni sopraccitate ("messaggi di Croce Rossa") in collaborazione con il CICR;
- Fornire servizi di comunicazione per le persone quando le normali vie di comunicazione sono interrotte;